# Digest
El Digest o Pandectes (en llatí Digesta o Pandectae) és una compilació o recull de jurisprudència romana clàssica promulgada el 533 per Justinià I. Inclou les decisions més importants que els juristes romans cèlebres havien pres fins llavors. Està distribuïda en 50 llibres organitzats per temes, i forma part del Corpus Juris Civilis o codi de Justinià, la recopilació de dret romà ordenada per aquest emperador i que és la base de les lleis civils de molts països europeus.
El terme llatí digesta indica arranjament de materials; el grec pandectes era una obra comprensiva.
L'any 530, l’emperador Justinià I va encarregar al jurista Tribonià de compilar un codi amb els escrits dels juristes que havien gaudit el ius respondendi (és a dir, els que interpretaven les lleis i establien jurisprudència), amb les instruccions de seleccionar el que fos útil i descartar el que estava antiquat.[2] A part de Tribonià, que va presidir la comissió, hi van participar 16 persones més, entre els quals hi havia Doroteu de Beritos, Anatoli de Beritos, Teòfil de Constantinoble, i Cratí de Constantinoble. Van utilitzar uns dos mil tractats amb tres milions de línies escrites, de les quals només 150.000 van quedar reflectides en el Digest.
Les obres d'Ulpinià, advocat i escriptor dels segles II-III d.C., equivalen al 40% del Digest.